# San Nicolás de los Ranchos
San Nicolás de los Ranchos es una localidad del estado mexicano de Puebla. Es cabecera del municipio de San Nicolás de los Ranchos.

## Toponimia
El nombre «San Nicolás» hace referencia al santo patrono de la localidad, Nicolás de Bari. El nombre «los ranchos» describe los primeros asentamientos que rodeaban a la población.

## Demografía
| Gráfica de evolución demográfica |
|                                  |

| Censo | Población |
| ----- | --------- |
| 1900  | 2 479     |
| 1910  | 2 833     |
| 1921  | 2 007     |
| 1930  | 2 130     |
| 1940  | 2 449     |
| 1950  | 2 803     |
| 1960  | 3 137     |
| 1970  | 3 659     |
| 1980  | 4 613     |
| 1990  | 6 832     |
| 1995  | 7 540     |
| 2000  | 7 540     |
| 2005  | 5 071     |
| 2010  | 5 685     |
| 2020  | 6 434     |